# Junioreuropamästerskapet i ishockey 1986
Junioreuropamästerskapet i ishockey 1986 var 1986 års upplaga av turneringen.

## Grupp A
Spelades under perioden 3-9 april 1986 i Düsseldorf, Ratingen och Krefeld i Nordrhein-Westfalen i Västtyskland. För första, och enda gången, i turneringens historia blev Sovjetunionen utan medalj.

### Första omgången
grupp 1
| Lag         | Finland | Sverige | Norge | Rumänien | gjorda mål/insläppta mål | poäng |
| ----------- | ------- | ------- | ----- | -------- | ------------------------ | ----- |
| 1. Finland  | —       | 6-0     | 13-4  | 18-1     | 37-05                    | 6     |
| 2. Sverige  | 0-6     | —       | 3-3   | 23-1     | 26-10                    | 3     |
| 3. Norge    | 4-13    | 3-3     | —     | 8-5      | 15-21                    | 3     |
| 4. Rumänien | 1-18    | 1-23    | 5-8   | —        | 07-49                    | 0     |

grupp 2
| Lag                | Tjeckoslovakien | Sovjetunionen | Västtyskland | Schweiz | gjorda mål/insläppta mål | poäng |
| ------------------ | --------------- | ------------- | ------------ | ------- | ------------------------ | ----- |
| 1. Tjeckoslovakien | —               | 3-3           | 9-0          | 9-3     | 21-06                    | 5     |
| 2. Sovjetunionen   | 3-3             | —             | 10-1         | 5-2     | 18-06                    | 5     |
| 3. Västtyskland    | 0-9             | 1-10          | —            | 9-2     | 10-21                    | 2     |
| 4. Schweiz         | 3-9             | 2-5           | 2-9          | —       | 07-23                    | 0     |

### Andra omgången
Slutspelsserien
| Lag                | Finland | Sverige | Tjeckoslovakien | Sovjetunionen | gjorda mål/insläppta mål | poäng |
| ------------------ | ------- | ------- | --------------- | ------------- | ------------------------ | ----- |
| 1. Finland         | —       | (6-0)   | 4-4             | 10-5          | 20-09                    | 5     |
| 2. Sverige         | (0-6)   | —       | 4-3             | 4-4           | 08-13                    | 3     |
| 3. Tjeckoslovakien | 4-4     | 3-4     | —               | (3-3)         | 10-11                    | 2     |
| 4. Sovjetunionen   | 5-10    | 4-4     | (3-3)           | —             | 12-17                    | 2     |

Nedflyttningsserien
| Lag             | Västtyskland | Schweiz | Norge | Rumänien | gjorda mål/insläppta mål | poäng |
| --------------- | ------------ | ------- | ----- | -------- | ------------------------ | ----- |
| 1. Västtyskland | —            | (9-2)   | 3-2   | 6-3      | 18-07                    | 6     |
| 2. Schweiz      | (2-9)        | —       | 4-2   | 7-2      | 13-13                    | 4     |
| 3. Norge        | 2-3          | 2-4     | —     | (8-5)    | 12-12                    | 2     |
| 4. Rumänien     | 3-6          | 2-7     | (5-8) | —        | 10-21                    | 0     |

Rumänien nedflyttade till 1987 års B-grupp.

## Priser och utmärkelser
- Poängkung Tero Toivola, Finland (17 poäng)
- Bästa målvakt: Radek Toth, Tjeckoslovakien
- Bästa försvarare: Kari Harila, Finland
- Bästa anfallare: Morgan Samuelsson, Sverige

## Grupp B
Spelades under perioden 16-22 mars 1986 i Aosta i Italien.

### Första omgången
grupp 1
| Lag              | Danmark | Frankrike | Nederländerna | Italien | gjorda mål/insläppta mål | poäng |
| ---------------- | ------- | --------- | ------------- | ------- | ------------------------ | ----- |
| 1. Danmark       | —       | 6-2       | 6-2           | 5-3     | 17-07                    | 6     |
| 2. Frankrike     | 2-6     | —         | 0-4           | 10-0    | 12-10                    | 2     |
| 3. Nederländerna | 2-6     | 4-0       | —             | 3-6     | 09-12                    | 2     |
| 4. Italien       | 3-5     | 0-10      | 6-3           | —       | 09-18                    | 2     |

grupp 2
| Lag            | Polen | Bulgarien | Jugoslavien | Österrike | gjorda mål/insläppta mål | poäng |
| -------------- | ----- | --------- | ----------- | --------- | ------------------------ | ----- |
| 1. Polen       | —     | 8-2       | 9-1         | 8-1       | 25-04                    | 6     |
| 2. Bulgarien   | 2-8   | —         | 9-5         | 4-2       | 15-15                    | 4     |
| 3. Jugoslavien | 1-9   | 5-9       | —           | 8-3       | 14-21                    | 2     |
| 4. Österrike   | 1-8   | 2-4       | 3-8         | —         | 06-20                    | 0     |

### Andra omgången
Uppflyttningsserien
| Lag          | Polen | Danmark | Frankrike | Bulgarien | gjorda mål/insläppta mål | poäng |
| ------------ | ----- | ------- | --------- | --------- | ------------------------ | ----- |
| 1. Polen     | —     | 15-3    | 12-2      | (8-2)     | 35-07                    | 6     |
| 2. Danmark   | 3-15  | —       | (6-2)     | 7-5       | 16-22                    | 4     |
| 3. Frankrike | 2-12  | (2-6)   | —         | 4-3       | 08-21                    | 2     |
| 4. Bulgarien | (2-8) | 5-7     | 3-4       | —         | 10-19                    | 0     |

Nedflyttningsserien
| Lag              | Italien | Jugoslavien | Österrike | Nederländerna | gjorda mål/insläppta mål | poäng |
| ---------------- | ------- | ----------- | --------- | ------------- | ------------------------ | ----- |
| 1. Italien       | —       | 5-0         | 2-2       | (6-3)         | 13-05                    | 5     |
| 2. Jugoslavien   | 0-5     | —           | (8-3)     | 8-5           | 16-13                    | 4     |
| 3. Österrike     | 2-2     | (3-8)       | —         | 5-3           | 10-13                    | 3     |
| 4. Nederländerna | (3-6)   | 5-8         | 3-5       | —             | 11-19                    | 0     |

Polen uppflyttade till 1987 års A-grupp. Nederländerna nedflyttade till 1987 års C-grupp.

## Grupp C
spelades under perioden 28 december 1985-2 januari 1986 i Barcelona i Spanien.
| Lag               | Storbritannien | Ungern  | Spanien | gjorda mål/insläppta mål | poäng |
| ----------------- | -------------- | ------- | ------- | ------------------------ | ----- |
| 1. Storbritannien | —              | 3-4 3-1 | 5-3 6-3 | 17-11                    | 6     |
| 2. Ungern         | 4-3 1-3        | —       | 1-4 3-2 | 09-12                    | 4     |
| 3. Spanien        | 3-5 3-6        | 4-1 2-3 | —       | 12-15                    | 2     |

Storbritannien uppflyttade till 1987 års B-grupp.

### Fotnoter
1. ↑  ”Championnat d'Europe 1986 des moins de 18 ans” (på franska). Hockeyarchives. 22 mars 1986. http://www.passionhockey.com/hockeyarchives/U-18_1986.htm. Läst 29 november 2014.